# Brok (Fluss)
Der Brok ist ein rechter Zufluss des Bug in Polen. Er entspringt bei Jabłoń-Uszyńskie in der Woiwodschaft Podlachien, tritt nach kurzer Strecke in die Woiwodschaft Masowien und fließt in im Wesentlichen südwestlicher Richtung in seinem insgesamt 73 km langen Lauf, auf dem er die Städte Wysokie Mazowieckie und Czyżew berührt, bis zur Mündung in den Bug oberhalb der Stadt Brok. Sein Einzugsgebiet wird mit 811 km² angegeben.